# Simen Berntsen
Pour les articles homonymes, voir Berntsen.
Simen Berntsen (né le 2 juillet 1976) est un sauteur à ski norvégien.

## Coupe du Monde
- Meilleur classement final: 45e en 1997.
- Meilleur résultat: 10e.

## Coupe Continentale
- 2e en 1997.